# Ophiomyia delphinii
Ophiomyia delphinii este o specie de muște din genul Ophiomyia, familia Agromyzidae, descrisă de Friedrich Georg Hendel în anul 1928.
Este endemică în Croatia. Conform Catalogue of Life specia Ophiomyia delphinii nu are subspecii cunoscute.